# Lasianthera; the Scientific Journal for the Orchidaceae of Papua New Guinea
Lasianthera; the Scientific Journal for the Orchidaceae of Papua New Guinea (abreviado Lasianthera) es una revista con ilustraciones y descripciones botánicas que es publicada en Papúa Nueva Guinea desde el año 1996 hasta ahora.